# جابر بن حيان
 جَابر بن حيّان بن عبد الله الكوفي عالم عربي  نٌسبِت إليه كثير من المؤلفات في الكيمياء والفلك والهندسة وعلم المعادن والفلسفة والطب والصيدلة، وعٌدت هذه الكتب أول استخدام للكيمياء عمليًا في التاريخ، اختُلِف كثيرا في تعيين شخصيته وفي وجوده أصلًا.
ولد على أشهر الروايات في سنة 101هـ/ 721م وقيل أيضاً 117هـ/ 737م وهو عالم عربي مسلم وقد اختلفت الروايات على تحديد مكان مولده فمن المؤرخين من يقول بأنه من مواليد الجزيرة على الفرات شرق بلاد الشام، ومنهم من يقول أن أصله من مدينة حران في بلاد ما بين النهرين ولعل هذا الانتساب ناتج عن تشابه في الأسماء فجابر المنسوب إلى الأندلس هو العالم الفلكي العربي جابر بن أفلح الذي ولد في إشبيلية وعاش في القرن الثاني عشر الميلادي. ويذهب البعض إلى أنه ولد في مدينة طوس بدولة فارس من أعمال خراسان، ويرى زكي نجيب محمود أنه ولد بالكوفة وهو ما رجحتهُ عدد آخر من الدراسات الآكاديمية.
في بداية القرن العاشر الميلادي، كانت هوية وأعمال جابر بن حيان مثار جدل كبير في الأوساط الإسلامية. وكانت كتبه في القرن الرابع عشر من أهم مصادر الدراسات الكيميائية وأكثرها أثرًا في قيادة الفكر العلمي في الشرق والغرب، وقد انتقلت عدة مصطلحات علمية من أبحاث جابر العربية إلى اللغات الأوروبية عن طريق اللغة اللاتينية التي ترجمت أبحاثه إليها وعرف باسم "Geber" أو "Yeber".
وصفه ابن خلدون في مقدمته وهو بصدد الحديث عن علم الكيمياء فقال: «إمام المدونين جابر بن حيّان حتى إنهم يخصونها بهِ فيسمونها علم جابر ولهُ فيها سبعون رسالة كلها شبيهة بالألغاز». قال عنه أبو بكر الرازي في «سر الأسرار»: «جابر من أعلام العرب العباقرة وأول رائد للكيمياء»، وكان يشير إليه باستمرار بقوله الأستاذ جابر بن حيان. وذكر ابن النديم في الفهرست مؤلفاته ونبذة عنه، وقال عنهُ الفيلسوف الإنكليزي فرانسيس بيكون: «إن جابر بن حيّان هو أول من علّم علم الكيمياء للعالم، فهو أبو الكيمياء»، وقال عنه العالم الكيميائي الفرنسي مارسيلان بيرتيلو في كتابه (كيمياء القرون الوسطى): «إن لجابر بن حيان في الكيمياء ما لأرسطو في المنطق». أي مثل ما أن أرسطو أبدع في الفلسفة وكان نابغةً بها مثل الأمر مع جابر بن حيّان بالكيمياء.

## حياته

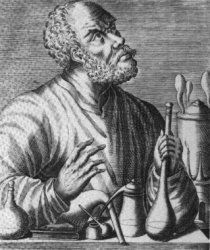
صورة تخيلية لابن حيان

ذكرت بعض المصادر، أن جابر هو ابن حيان بن عبد الله الأزدي الذي هاجرت أسرته من اليمن إلى الكوفة، وكانت ولادته فيها وعمل في الكوفة صيدلانياً. كان والده من المناصريين للعباسيين في ثورتهم ضد الأمويين، الذين أرسلوه إلى خراسان ليدعوا الناس لتأييدهم، حيث قُبض عليه وقتله الأمويون، فهربت أسرته إلى اليمن، حيث نشأ جابر ودرس القرآن والعلوم الأخرى ومارس مهنة والده. ثم عادت أسرته إلى الكوفة، بعد أن أزاح العباسيون الأمويين، لذا ينسب أحيانًا بالأزدي أو الكوفي أو الطوسي أو الصوفي. اختلفت بعض المصادر حول كونه عربيّاً أزديّاً أم فارسي. في حين يعتقد هنري كوربين أن جابر بن حيان لم يكن عربيًا وإنما كان من موالي قبيلة الأزد ومن المعاصرين زكي نجيب محمود الذي قرر أصله الأزدي العربي الصميم. وهناك انضم إلى حلقة جعفر الصادق، فتلقى علومه الشرعية واللغوية والكيميائية على يديه، كما درس أيضًا على يد الحميري، رغم تشكك البعض في تتلمذ جابر على يد جعفر الصادق، ويرى بعض الباحثين أن جعفر الصادق نفسه التقى بخالد بن يزيد بن معاوية وأخذ عنهُ الكيمياء وقد تمت التعمية على هذه المعلومة من قبل بعض المؤرخين لأسباب سياسية وعقدية. ثم مارس جابر الطب في بداية حياته تحت رعاية الوزير جعفر البرمكي وبتوجيه من الخليفة العباسي هارون الرشيد.
وصفه أنور الرفاعي في كتابه تاريخ العلوم في الإسلام: بأنه كان طويل القامة، كثيف اللحية. اشتهر بإيمانه وورعه، وكذلك بتصوفه. كان يعيش جابر بن حيان في مدينة دمشق القديمة، حيث كان يقضي معظم يوم في غرفة منعزلة يعكف على دراسة الكيمياء.
في عام 987، ترجم ابن النديم لإبن حيان في الفهرست بأنه كان من أصحاب جعفر الصادق، كما أشار إلى أن جماعة الفلاسفة إدعت أن جابر من أعضائها. كما قال عنه ابن وحشية أن «جابر بن حيان صوفي... وأن كتابه عن السموم عمل عظيم..». في حين شكَّ آخرون في نسبة كتابته إليه.
وتوفي جابر وقد جاوز التسعين من عمره في الكوفة بعدما فر إليها من العباسيين بعد نكبة البرامكة، سجن في الكوفة وظل في السجن حتى وفاته سنة 197هـ (813 م) وقيل أيضا 195 هـ/810 م.
أطلقت عليه العديد من الألقاب، منها «الأستاذ الكبير» و«شيخ الكيميائيين المسلمين» و«أبو الكيمياء» و«القديس السامي المتصوف» و«ملك الهند». وكذلك لُقِّب علم الكيمياء نسبة إليه صنعة جابر.

## إسهاماته
ينسب له اختراعه لعدد من الحوامض وتحضيرها ومنها حمض الكبريتيك وسماه زيت الزاج، ولقد بلغ مجموع ما نسب إلى ابن حيان من مساهمات إلى ما يقرب من 3,000 مخطوطة، إلا أن المستعرب اليهودي بول كراوس رأى أن عدة مئات من تلك الأعمال ترجع إلى عدة أشخاص، وأن معظمها تعود إلى أواخر القرن التاسع وأوائل القرن العاشر، ويعتقد بعض العلماء أن العديد من تلك الأعمال ما هي إلا تعليقات وإضافات من تلاميذه. لكن رفض هذه الفكرة علماء آخرون وعلى رأسهم العالم والمؤرخ الأمريكي سيد نعمان الحق، الذي رأى أن بول كراوس قد أساء التقدير والاستنتاج في مراجعة أعمال جابر بن حيان، وذكر ثلاثة أخطاء في منهجية كراوس أدت به لهذا الخطأ. "
ولقد ضمت تلك المساهمات مؤلفات في علم الكونيات والموسيقى والطب والسحر والأحياء والتقنيات الكيميائية والهندسة والنحو وما وراء الطبيعة والمنطق والفلك. وقد ترجمت بعض أعماله في الكيمياء إلى اللغة اللاتينية في العصور الوسطى، وانتشرت على نطاق واسع بين الكيميائيين الأوروبيين في العصور الوسطى.
وتأثر جابر بن حيان بكتابات الكيميائيين المصريون القدماء والإغريق أمثال زوزيموس الأخميمي وديموقريطس وهرمس الهرامسة وأغاثوديمون، بل وكتابات أفلاطون وأرسطو وجالينوس وفيثاغورث وسقراط وتعليقات ألكسندر من أفروديسياس وسمبليسوس وفرفريوس وغيرهم.
كما كانت هناك مجموعة ضخمة من الكتابات شبه الأدبية في الكيمياء مكتوبة باللغة العربية، بأسماء كتّاب من الفرس أمثال جاماسب وأوستانس وماني، الذين ذكروا فيها تجاربهم على المعادن والمواد الأخرى. ويتضح ذلك أيضًا من العدد الكبير للكلمات ذات الجذور الفارسية كالزئبق والنشادر، والتي توضح اعتماد العرب على الخيمياء الفارسية. كما نقل ابن النديم حوار دار بين أرسطو والخيميائي أوستانس الفارسي، الذي أورده جابر بن حيان في كتابه «مصححات أرسطية». كما يعتقد المستشرق يوليوس روسكا أن المدارس الطبية الساسانية، لعبت دورًا هامًا في انتشار الاهتمام بالخيمياء.
ومن أهم الإسهامات العلمية لجابر في الكيمياء، إدخال المنهج التجريبي إلى الكيمياء، وهو مخترع القلويات المعروفة في مصطلحات الكيمياء الحديثة باسمها العربي (Alkali)، وماء الفضة، وهو كذلك صاحب الفضل فيما عرفه الأوربيون عن ملح النشادر وماء الذهب والبوتاس، ومن أهم إسهاماته العلمية كذلك، أنه أدخل عنصرَيْ التجربة والمعمل في الكيمياء وأوصى بدقة البحث والاعتماد على التجربة والصبر على القيام بها. فجابر يُعَدُّ من رواد العلوم التطبيقية. وتتجلى إسهاماته في هذا الميدان في تكرير المعادن وتحضير الفولاذ وصبغ الأقمشة ودبغ الجلود وطلاء القماش المانع لتسرب الماء، واستعمال ثاني أكسيد المنغنيز في صنع الزجاج.[بحاجة لمصدر]
ولقد عرَف ابن حيان الكيمياء في كتابه العلم الإلهي بأنه «الكيمياء هو الفرع من العلوم الطبيعية الذي يبحث في خواص المعادن والمواد النباتية والحيوانية وطُرق تولدها وكيفية اكتسابها خواص جديدة».[بحاجة لمصدر]
وقد وضع جابر نظرية رائدة للاتحاد الكيميائي في كتابه «المعرفة بالصفة الإلهية والحكمة الفلسفية»، حيث قال: «يظن بعض الناس خطأً أنه عندما يتحد الزئبق والكبريت تتكون مادة جديدة في كُلِّيتها. والحقيقة أن هاتين المادتين لم تفقدا ماهيتهما، وكل ما حدث لهما أنهما تجزَّأتا إلى دقائق صغيرة، وامتزجت هذه الدقائق بعضها ببعض، فأصبحت العين المجردة عاجزة عن التمييز بينهما. وظهرت المادة الناتجة من الاتحاد متجانسة التركيب، ولو كان في مقدرتنا الحصول على وسيلة نفرق بين دقائق النوعين، لأدركنا أن كلاً منهما محتفظ بهيئته الطبيعية الدائمة، ولم تتأثر مطلقًا».
ويمكن تشبيه هذه النظرية بالنظرية الذرية التي وضعها العالم الإنكليزي جون دالتون.
وقد قسم جابر المواد حسب خصائصها إلى ثلاثة أنواع مختلفة، وهي:
1. الأغوال، أي تلك المواد التي تتبخر عند تسخينها مثل الكافور، وكلوريد الألمنيوم.
2. المعادن مثل الذهب والفضة والرصاص والحديد.
3. المركبات، وهي التي يمكن تحويلها إلى مساحيق. وخلاصة القول، حسب «سارتون»، إنه لا يمكن معرفة القيمة الحقيقية لما قام به جابر إلا إذا تم تحقيق وتحرير جميع مؤلفاته ونشرها.[بحاجة لمصدر]

- الميزان: كان جابر ابن حيان من أول من استعملوا الميزان في قياس مقادير المحاليل المستعملة بتجاربه الكيميائية، حيث كانت عنده وحدات قياس خاصة به، وكان أصغرها هو الحبة التي تبلغ قيمتها نحو 0.05 من الغرام (جزء من 6840 من الرطل).[59]
- الاحتراق: توصَّل جابر بتجاربه إلى حقيقة أن المواد القابلة للاحتراق عندما تشتعل بالنيران تطلق إلى الجوّ الكبريت وتخلِّف وراءها الكلس).[60]
- الحبر والورق والطلاء: تمكَّن جابر من اختراع نوع مضيء من الحبر، ليساعد على قراءة المخطوطات والرسائل في الظلام. كما اخترع بطلبٍ من الإمام جعفر الصادق نوعاً مضاداً للاحتراق من الورق، حيث كتب بهذا الورق كتاب جعفر الذي وضع في مكتبة دار الحكمة. كذلك اكتشف نوعاً من الطلاء إذا دهن به الحديد يصبح مضاداً للصدأ، وإذا دهنت به الملابس تصبح مضادَّة للبلل بالماء. كما وقد اكتشف طرقاً لتحضير مركَّبات عديدة، مثل الفولاذ وكربونات الرصاص وكبريتيد الزئبق وحمض الأزوتيك.[61]

## الكيمياء في عصره
بدأت الكيمياء تستند على الأساطير البالية، حيث سيطرت فكرة تحويل المعادن الرخيصة إلى معادن نفيسة وذلك لأن العلماء في الحضارات ما قبل الحضارة الإسلامية كانوا يعتقدون المعادن المنطرقة مثل الذهب والفضة والنحاس والحديد والرصاص والقصدير من نوع واحد، وأن تباينها نابع من الحرارة والبرودة والجفاف والرطوبة الكامنة فيها وهي أعراض متغيرة (نسبة إلى نظرية العناصر الأربعة، النار والهواء والماء والتراب)، لذا يمكن تحويل هذه المعادن من بعضها البعض بواسطة مادة ثالثة وهي الإكسير. ومن هذا المنطلق تخيل بعض علماء الحضارات السابقة للحضارة الإسلامية أنه بالإمكان ابتكار إكسير الحياة أو حجر الحكمة الذي يزيل علل الحياة ويطيل العمر.

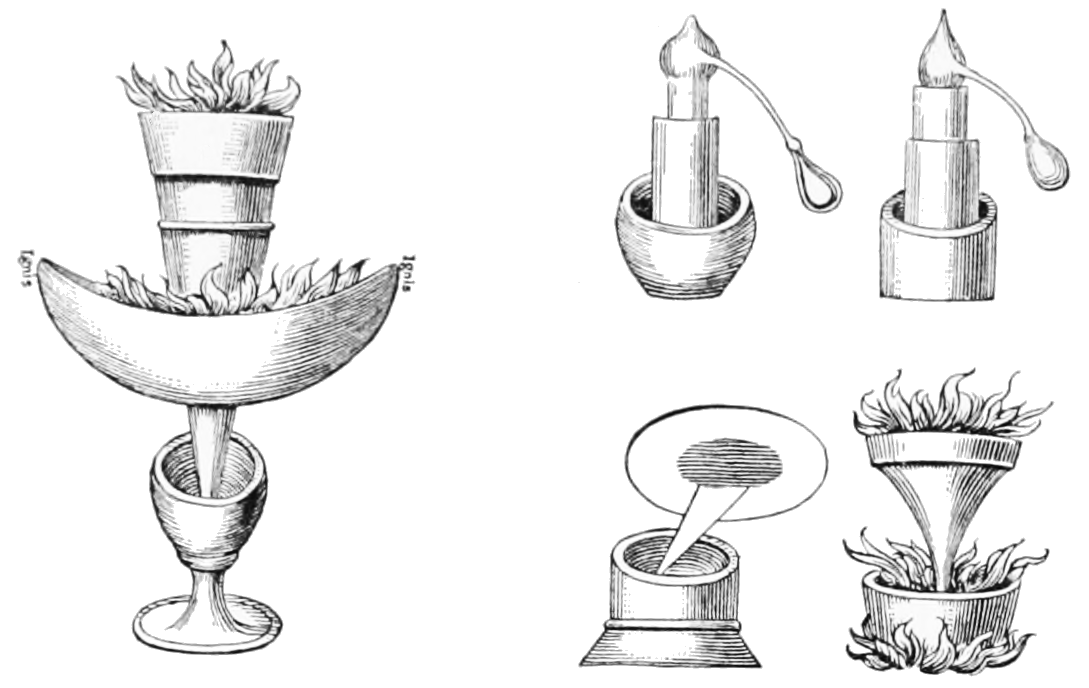
أمثلة توضيحيةعلى مختلف التجارب والأدوات المستخدمة من قبل جابر بن حيان

وقد تأثر بعض العلماء العرب والمسلمين الأوائل كجابر بن حيان وأبو بكر الرازي بنظرية العناصر الأربعة التي ورثها علماء العرب والمسلمين من اليونان. لكنهما قاما بدراسة علمية دقيقة لها؛ أدت هذه الدراسة إلى وضع وتطبيق المنهج العلمي التجريبي في حقل العلوم التجريبية. فمحاولة معرفة مدى صحة نظرية العناصر الأربعة ساعدت علماء العرب والمسلمين في الوقوف على عدد كبير جداً من المواد الكيماوية، وكذلك معرفة بعض التفاعلات الكيماوية، لذا كان لعلماء المسلمين الفضل في تطوير اكتشاف بعض العمليات الكيميائية البسيطة مثل: التقطير والتسامي والترشيح والتبلور والملغمة والتكسيد. وبهذه العمليات البسيطة استطاع جهابذة العلم في مجال علم الكيمياء اختراع آلات متنوعة للتجارب العلمية التي قادت علماء العصر الحديث إلى غزو الفضاء.

## بعض انجازات ابن حيان
هذه قائمة بسيطة وموجزة حول بعض منجزات جابر بن حيان في علوم الكيمياء:
- اكتشف «الصودا الكاوية» أو القطرون (NaOH).
- أول من استحضر ماء الذهب.
- أول من أدخل طريقة فصل الذهب عن الفضة بالحلّ بواسطة الأحماض. وهي الطريقة السائدة إلى يومنا هذا.
- أول من اكتشف حمض النتريك.
- أول من اكتشف حمض الهيدروكلوريك.
- اعتقد بالتولد الذاتي.
- أضاف جوهرين إلى عناصر اليونان الأربعة وهما (الكبريت والزئبق) وأضاف العرب جوهرا ثالثا وهو (الملح).
- أول من اكتشف حمض الكبريتيك وقام بتسميته بزيت الزاج.
- أدخل تحسينات على طرق التبخير والتصفية والانصهار والتبلور والتقطير.
- استطاع إعداد الكثير من المواد الكيميائية كسلفيد الزئبق وأكسيد الارسين (arsenious oxide).
- نجح في وضع أول طريقة للتقطير في العالم.فقد اخترع جهاز تقطير ويستخدم فيه جهاز زجاجي له قمع طويل لا يزال يعرف حتى اليوم في الغرب باسم "Alembic" من «الإنبيق» باللغة العربية. وقد تمكن جابر بن حيان من تحسين نوعية زجاج هذه الأداة بمزجه بثاني أكسيد المنجنيز.
- صنع ورق غير قابل للأحتراق.
- شرح بالتفصيل كيفية تحضير الزرنيخ والانتيمون.[67]

## تصوفه
يتحدث جمال الدين فالح الكيلاني عن تصوف جابر بن حيان ويعده من رجال التصوف المبكر، رغم غموض المعلومات الواردة عنه والتي تتناسب مع شخصية جابر، وكان لقبه الصوفي ملازما لإسمه في تراثه العلمي، ويقدم بعض الأدلة على تصوفه منها: ذكر ابن النديم في فهرسته نقلا عن جابر بن حيان نفسه أنه قال:(ألفت كتبا في الزهد والمواعظ)، وكذلك ما نقله هو نفسه عن (أخبار الحكماء) أن (جابر بن حيان كان مشرفا على كثير من علوم الفلسفة ومتقلدا للعلم المعروف بعلم الباطن، وهو مذهب المتصوفين من أهل الإسلام، مثل الحارث المحاسبي، وسهل بن عبد الله التستري ونظرائهم)، وكذلك ما نقله فيليب حتي حيث قال: (أنه ادعى مذهبا خاصا في الزهد)، فهذا هو أول الثلاثة الذين لقبوا بالصوفية، وذكره نيكلسون بقوله: (جابر بن حيان الكيميائي المعروف كان يدعي جابر الصوفي، وأنه تقلد كما تقلد ذو النون المصري علم الباطن الذي يطلق عليه القفطي مذهب المتصوفين من أهل الإسلام)، ويذكره ماسينيون بقوله:
(وورد لفظ الصوفي لقبا مفردا لأول مرة في التاريخ في النصف الثاني من القرن الثامن الميلادي إذ نعت به جابر بن حيان وهو صاحب كيمياء من أهل الكوفة، صوفي له في الزهد مذهب خاص).

## كتبه
- أسرار الكيمياء.
- نهاية الاتقان.
- أصول الكيمياء.
- علم الهيئة.
- الرحمة.
- المكتسب.
- الخمائر الصغيرة.
- «صندوق الحكمة»
- «كتاب الملك»
- كتاب الخواص الكبير[68]
- كتاب المجردات
- كتاب الخالص
- كتاب السبعين[69]
- «الخواص»
- «السموم ودفع مضارها».
- ومجموع رسائل وكتب أخرى تم ترجمة العديد منها للاتينية.
- الكيمياء الجابرية
- حل الرموز ومفاتيح الكنوز

### مؤلفاته
تعود شهرة جابر بن حيان إلى مؤلفاته العديدة، ومنها «كتاب الرسائل السبعين»، ترجمه إلى اللاتينية جيرار الكريموني سنة 1187م وتضاف إلى هذه الكتب تصانيف أخرى عديدة تتناول، إلى جانب الكيمياء، شروحاً لكتب أرسطو وأفلاطون؛ ورسائل في الفلسفة، والتنجيم، والرياضيات، الطب، والموسيقى. وجاء في «الأعلام» للزركلي أن جابراً له تصانيف كثيرة تتراوح ما بين مائتين واثنين وثلاثين (232) وخمسمائة (500) كتاب، لكن ضاع أكثرها. وقد ترجمت بعض كتب جابر إلى اللغة اللاتينية في أوائل القرن الثاني عشر، كما ترجم بعضها من اللاتينية إلى الإنجليزية عام 1678. وظل الأوربيون يعتمدون على كتبه لعدة قرون، وقد كان لها أثر كبير في تطوير الكيمياء الحديثة. وفي هذا يقول ماكس مايرهوف: يمكن إرجاع تطور الكيمياء في أوروبا إلى جابر ابن حيان بصورة مباشرة. وأكبر دليل على ذلك أن كثيراً من المصطلحات التي ابتكرها ما زالت مستعملة في مختلف اللغات الأوربية.

## شهادات غربية
إن جابر بن حيان هو الذي وضع الأسس العلمية للكيمياء الحديثة والمعاصرة، وشهد بذلك كثير من علماء الغرب.
- قال عنه برتيلو (Berthelot): «إن لجابر في الكيمياء ما لأرسطو في المنطق».
- قال عنه الفيلسوف الإنكليزي فرانسيس باكون: (إن جابر بن حيان هو أول من علم علم الكيمياء للعالم، فهو أبو الكيمياء)
- يقول ماكس مايرهوف: يمكن إرجاع تطور الكيمياء في أوروبا إلى جابر ابن حيان بصورة مباشرة. وأكبر دليل على ذلك أن كثيراً من المصطلحات التي ابتكرها ما زالت مستعملة في مختلف اللغات الأوربية.

لقد عمد جابر بن حيان إلى التجربة في بحوثه، وآمن بها إيمانا عميقا . وكان يوصي تلاميذه بقوله:«وأول واجب أن تعمل وتجري التجارب، لأن من لايعمل ويجري التجارب لا يصل إلى أدنى مراتب الإتقان. فعليك يابني بالتجربة لتصل إلى المعرفة».

## اتهامات
فيما بعد القرن العاشر الميلادي شك بعض العلماء بنسبة بعض المؤلفات لجابر بن حيان.
وقد شكك عالم الكيمياء الفرنسي مارسيلان بيرتيلو في صحة عائدية بعض الكتب إلى جابر بن حيان.
وقد ذكر ابن تيمية «وَأَمَّا جَابِرُ بْنُ حَيَّانَ صَاحِبُ الْمُصَنَّفَاتِ الْمَشْهُورَةِ عِنْدَ الْكِيمَأوِيَّةِ فَمَجْهُولٌ لَا يُعْرَفُ وَلَيْسَ لَهُ ذِكْرٌ بَيْنَ أَهْلِ الْعِلْمِ وَلَا بَيْنَ أَهْلِ الدِّينِ». ولكن كلام ابن تيمية هذا، يأتي في سياق الجهل بحال ابن حيان من ناحية الجرح والتعديل عند علماء الشريعة المختصين بعلم الرجال، وليس من ناحية إنكار وجوده.
وتعليقاً على هذا الشك، قالَ ابن النديم:«ان رجلا فاضلاً يجلس ويتعب، فيصنف كتاباً يتعب قريحته وفكره بإخراجه، ويتعب يده وجسمه بنسخه، ثم ينحله إلى غيره -إما موجودا أو معدوما- ضرب من الجهل، وإن ذلك العمل لايدخل تحته من تحلى ساعة واحدة بالعلم، وأي فائدة من ذلك أو عائدة؟».

## وفاته
توفي في عام 815 م في الكوفة بالعراق وهو في الخامسة والتسعين من عمره.

## في السينما والتلفاز
- مسلسل جابر بن حيان

## وصلات خارجية
- جابر بن حيان وعلم الكيمياء
- جابر بن حيان الأزدي
- جابر بن حيان (بالإنكليزية)